# Rue Saint-Urbain (Nancy)
Pour les articles homonymes, voir Rue Saint-Urbain.
La rue Saint-Urbain, parfois orthographié rue de Saint-Urbain, est une voie de la commune de Nancy, dans le département de Meurthe-et-Moselle, en région Lorraine.

## Situation et accès
La rue Saint-Urbain d'aspect d'une courte et étroite ruelle moyenâgeuse, et d'une direction générale nord-est - sud-ouest, est comprise au sein de la Vieille-ville de Nancy et appartient administrativement au quartier Ville-Vieille - Léopold.
Elle relie la rue de la Source, à son extrémité nord-est, à la rue Jacquard, sans croiser d'autres voies.

## Origine du nom
Elle ne porte pas ce nom en l'honneur d'un saint de ce nom, comme on le croit trop souvent, mais pour rappeler la mémoire d'un
célèbre graveur et médailliste lorrain, Ferdinand de Saint-Urbain (1658-1738), auteur du Médaillier des ducs et duchesses de Lorraine et de la collection des médailles des papes.

## Historique
Cette ruelle qui portait primitivement les noms de « petite rue Derrière » et « petite rue de la Source » a été élargie au XVIIIe siècle et a pris le 7 février 1867 le nom de « rue de Saint-Urbain ».